# Henryk Bista

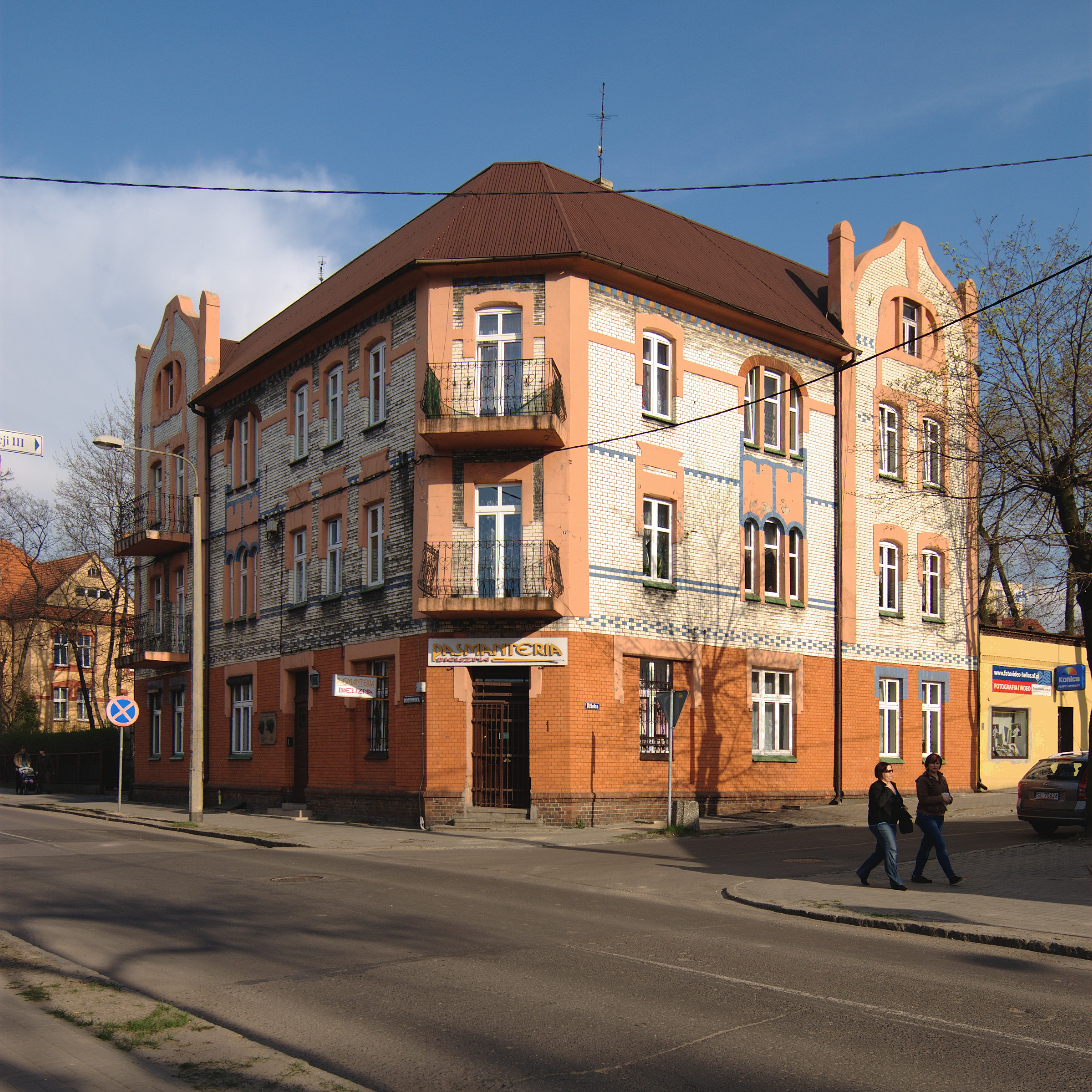
Kamienica w Kochłowicach, w której mieszkał w dzieciństwie Henryk Bista

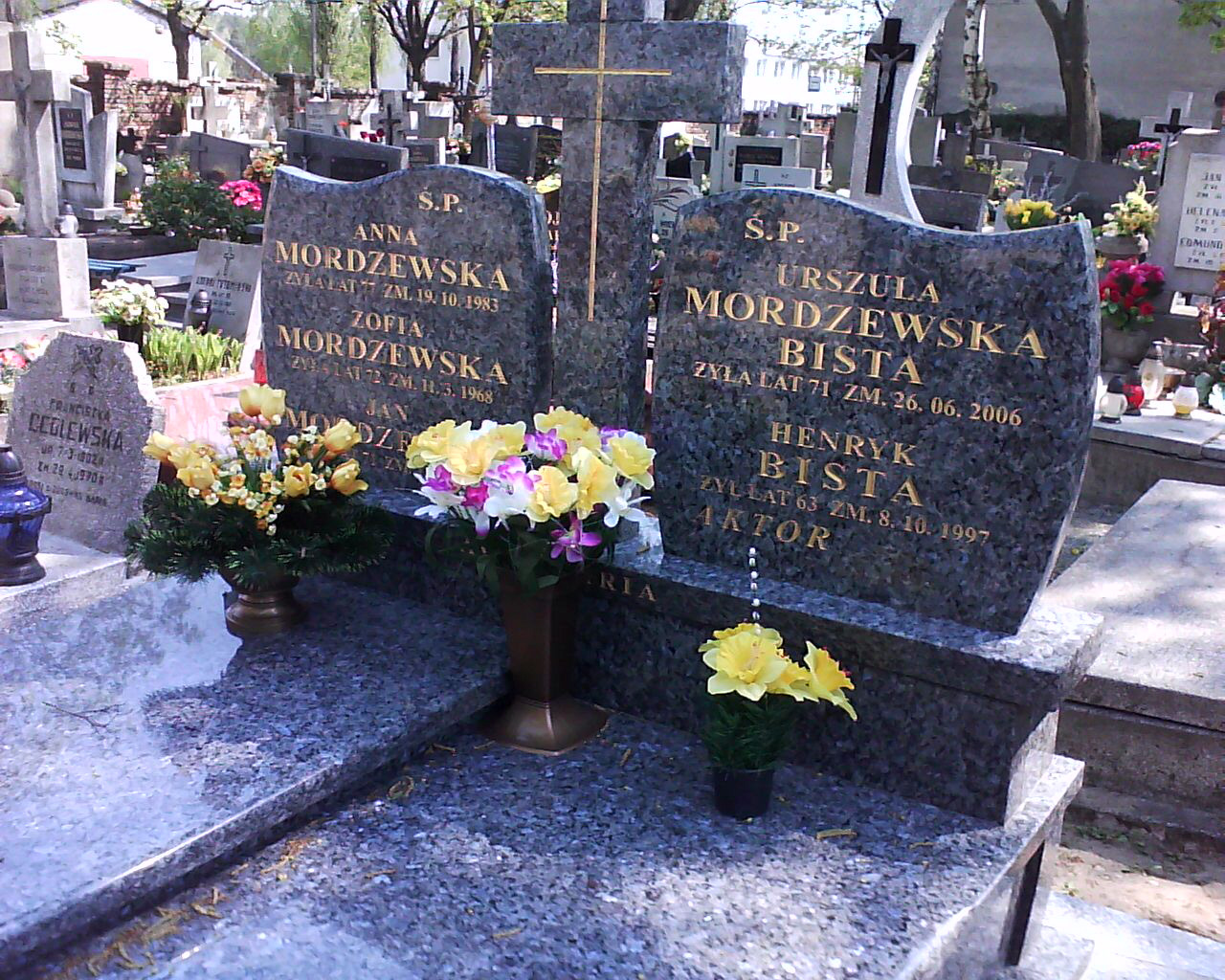
Grób Henryka Bisty

Henryk Bista (ur. 12 marca 1934 w Kochłowicach, zm. 8 października 1997 w Warszawie) – polski aktor teatralny, filmowy i telewizyjny, pedagog.

## Życiorys
Urodził się w rodzinie Mikołaja i Walerii z domu Grzebelus. Jego starszy brat Stanisław (1929–1985) był księdzem. W 1952 ukończył szkołę średnią w Katowicach. Studia rozpoczął na Wydziale Mechanicznym Politechniki w Gliwicach, później studiował architekturę na Politechnice Krakowskiej. Ostatecznie w 1958 ukończył studia na Wydziale Aktorskim Państwowej Wyższej Szkoły Teatralnej w Warszawie. Na srebrnym ekranie zadebiutował w 1968 w filmie Ostatni po Bogu. Na deskach teatru zagrał po raz pierwszy w 1958 w Teatrze Wybrzeże w Gdańsku (1958–1959), następnie przeszedł do Teatru Ateneum w Warszawie (1959–1960). Lata 1960–1962 to okres występów Henryka Bisty w Teatrze im. Juliusza Osterwy w Lublinie. W 1962 powrócił do występów w Gdańsku w teatrze, w którym debiutował i z krótką przerwą w latach 1977–1978 (okres występów w Teatrze na Woli w Warszawie) pozostał tam do 1992. Następnie w latach 1992–1997 był w zespole Teatru Współczesnego w Warszawie. Wykreował prawie 100 ról filmowych i ok. 150 ról teatralnych.
Działał także jako pedagog. W latach 1970–1988 uczył zadań aktorskich, piosenki i wiersza w Studiu Wokalno-Aktorskim przy Teatrze Muzycznym w Gdyni.
Był mężem Urszuli z Mordzewskich (1934–2006), reżyserki.
Zmarł 8 października 1997 w Warszawie po długiej chorobie. Został pochowany na cmentarzu Powązkowskim w Warszawie. W 2006 jego szczątki zostały przeniesione do grobowca rodzinnego (spoczął obok żony) na cmentarzu przy ul. Fryderyka Chopina we Włocławku (sektor 65-10-182).

## Filmografia
- 1960: Rzeczywistość – Roman Andrzejewski, członek redakcji „Rzeczywistości”
- 1964: Banda – nowy wychowawca w domu poprawczym (nie występuje w napisach)
- 1966: Pieczone gołąbki – robotnik z ekipy remontowej (nie występuje w czołówce)
- 1968: Ostatni po Bogu – mat Józek
- 1970: Przystań – rybak Żeberkiewicz
- 1971: Seksolatki – pan Julek, syn „babci”
- 1972: Tajemnica wielkiego Krzysztofa – turysta zwiedzający ratusz (nie występuje w napisach)
- 1975: Czerwone i białe – Karol Krauze, przyrodni brat Rafała
- 1976: Dagny – Antoni Przybyszewski
- 1976: Czerwone ciernie – Rosenblatt
- 1976: Zielone – minione... – właściciel domu gry
- 1976: 07 zgłoś się – „Czarny” Trepkiewicz, szef szajki na Wybrzeżu (odc. 1)
- 1976: Ptaki, ptakom... – Karol Profaska
- 1976: Ocalić miasto – kapitan AK „Sztych”
- 1977: Na srebrnym globie – kapłan Malahuda
- 1977: Śmierć prezydenta – ksiądz Marceli Nowakowski
- 1977: Pasja – nieznajomy
- 1977: Zimne ognie – scenarzysta Adam
- 1977: Znak orła – mieszczanin krakowski
- 1977: Struny – inżynier Kazimierz Smolarz
- 1978: Życie na gorąco – Skalkator (odc. 8. Rzym)
- 1978: Wśród nocnej ciszy – Stefan Waniek
- 1978: Sto koni do stu brzegów – gestapowiec
- 1978: Osiemdziesięciu huzarów – chłop
- 1978: Szpital Przemienienia – doktor Kauters
- 1979: Detektywi na wakacjach – historyk sztuki
- 1979: Do krwi ostatniej... – Wilhelm Kubsz
- 1979: Do krwi ostatniej – Wilhelm Kubsz
- 1979: Zielone lata – doktor Turowski
- 1979: Hotel klasy lux – Henryk Jakubik
- 1979: Sekret Enigmy – Brochwitz, szpieg Abwehry
- 1979: Placówka – Hirszgold
- 1979: Tajemnica Enigmy – Brochwitz
- 1980: Wizja lokalna 1901 – rektor szkoły Fedtke
- 1980: Królowa Bona – Jan Marsupin, poseł habsburski w Krakowie
- 1980: Powstanie Listopadowe. 1830–1831 – Franciszek Wołowski
- 1980–2000: Dom – pułkownik Leon Poznański
- 1981: Najdłuższa wojna nowoczesnej Europy – Makowski (odc. 5-6)
- 1981: Stacja – adwokat
- 1981: Fik-Mik – minister
- 1981: Ślepy bokser – minister
- 1981: Vabank – Rożek, klient banku
- 1982: Popielec – kapitan Kruszyna
- 1982: Oko proroka – podstarości
- 1982: Matka Królów – „Grzegorz”
- 1983: Szkatułka z Hongkongu – celnik Marczak
- 1983: Stan wewnętrzny – mężczyzna na przyjęciu
- 1983: Thais – medyk Aristojos
- 1983: Nie było słońca tej wiosny – Mazurek
- 1983: Pobyt – major UB
- 1983: Wielki statysta – Jan Śniadecki
- 1983: Wierna rzeka – doktor Kulewski
- 1983: Synteza – generał Asteria
- 1983: Akademia pana Kleksa – Dziadek do orzechów
- 1984: Porcelana w składzie słonia –
  - bohater,
  - dziadek „ważnej osoby”
- 1984: Yesterday – dyrektor szkoły
- 1984: Przemytnicy – stary Alińczuk
- 1984: O-bi, o-ba. Koniec cywilizacji – Pucołowaty
- 1984: Przeklęte oko proroka – podstarości
- 1985: Podróże pana Kleksa – Wielki Elektronik
- 1985: Medium – dr Mincel
- 1985: Mokry szmal – jubiler Lasoń
- 1985: Ga, ga. Chwała bohaterom – pastor
- 1985: Temida – prokurator
- 1985: Oko proroka czyli Hanusz Bystry i jego przygody – podstarości
- 1985: W cieniu nienawiści – szmalcownik
- 1986: Sceny dziecięce z życia prowincji – pan M
- 1986: Biała wizytówka – Gosche, asystent Goebbelsa
- 1986: Magnat – Gosche
- 1987: Sala nr 6 – pan Jerzy
- 1987: Między ustami a brzegiem pucharu – kamerdyner Frantz
- 1987: Kocham kino – kinooperator
- 1987: Łuk Erosa – Ramke
- 1987: Komediantka – doktor w Bukowcu
- 1987: Sonata marymoncka – Rustecki
- 1987: Śmierć Johna L. – Kosiński
- 1987: Klątwa Doliny Węży – redaktor
- 1987: Koniec sezonu na lody – Drabik
- 1988: Ja, który mam podwójne życie czyli dylemat Josepha Conrada – Józef Conrad Korzeniowski
- 1988: Crimen – chorąży Łukasz Bełzecki
- 1988: Schodami w górę, schodami w dół – komisarz Szmurło
- 1988: Męskie sprawy – Horst Meisel
- 1988: Serenite – Stanisław
- 1988: Pan Kleks w kosmosie – Wielki Elektronik / „portugalski mnich” #1 na chińskim dworze / mechanik #2
- 1988: Nowy Jork, czwarta rano – podróżny szukający cudów
- 1988: Piłkarski poker – sędzia Jaskóła
- 1988: Pomiędzy wilki – Georg, rosyjski traper żyjący w Kanadzie
- 1988: Dekalog X – właściciel sklepu filatelistycznego
- 1988: Prywatne niebo – Józef Krupniak
- 1989: Bal na dworcu w Koluszkach – dziennikarz Pszoniak
- 1989: Ostatni dzwonek – dyrektor
- 1989: Konsul – Ługowski, dyrektor zakładu
- 1989: Opowieść o „Dziadach” Adama Mickiewicza. Lawa – Senator
- 1989: Porno – lekarz wenerolog
- 1989: Żelazną ręką – Cabas
- 1989: Odbicia – Jan, szef leśnej placówki PAN (odc. 1)
- 1990: Pożegnanie jesieni – ojciec Heli
- 1990: W środku Europy – Bazarewicz „Kałmuk”
- 1990: Historia niemoralna – Jurek
- 1990: Prominent (Eminent Domain) – szef celników na przystani promowej
- 1990: Le Retour – taksówkarz
- 1990: Śmierć dziecioroba – ojciec „Bladej”
- 1990: Ucieczka z kina „Wolność” – tow. Janik
- 1990: Powrót wilczycy – dr Nussbaum
- 1990: Jan Kiliński – baron Osip Igelström
- 1990: Kapitan Conrad
- 1991: Życie za życie. Maksymilian Kolbe – gospodarz
- 1991: Cynga – felczer rosyjski Prorab
- 1991: Panny i wdowy – pruski pułkownik (odc. 3)
- 1991: Dziecko szczęścia – adwokat
- 1991: Moskau – Petuschki – Schaffner
- 1991: Ferdydurke
- 1992: Żegnaj Rockefeller – agent Dański
- 1992: Mau Mau – Kowalik
- 1992: Kim był Joe Luis – człowiek z baru
- 1992: Sauna – Sabo
- 1992: Mała apokalipsa – Janek
- 1992: Republika marzeń – taksówkarz
- 1993: Białe małżeństwo – dziadek
- 1993: Dwa księżyce – kupiec Mistig
- 1993: Nowe przygody Arsena Lupin – komisarz policji Podlaski (odc. 1)
- 1993: Taranthriller – ojciec
- 1993: Pora na czarownice – Józef Małocha
- 1993: Żywot człowieka rozbrojonego – Hipolit Rewański
- 1993: Plecak pełen przygód – dyrektor szkoły
- 1993: Lista Schindlera – pan Lowenstein
- 1994: Piękna warszawianka – Bogumił
- 1994: Zawrócony – nauczyciel Biernacki
- 1994: Bank nie z tej ziemi – prezydent (odc. 13)
- 1994: Zivot a neobycejna dobrodruzstvi vojaka Ivana Conkina – Żykin
- 1994: Stella Stellaris
- 1994: O przemyślności kobiety niewiernej. Sześć opowieści z Boccaccia wziętych – Egon
- 1994: Polska śmierć – sąsiad Ossa
- 1995: Akwarium, czyli samotność szpiega – zwerbowany właściciel firmy
- 1995: Młode wilki – pan Janek
- 1995: Nic śmiesznego – pirotechnik (przy 1. filmie)
- 1995: Odjazd – von Litzki
- 1995: Doktor Semmelweis – profesor Skoda
- 1995: Les Milles – Otto von Offenberg
- 1996: Ekstradycja 2 – pan Henio
- 1997: Kochaj i rób co chcesz – profesor Wilczewski
- 1997: Sztos – prokurator
- 1998: Tajemnica Dzikiego Boru – pastor Robinson (głos, polski dubbing)[5]
- 1998: Ekstradycja 3 – pan Henio (odc. 3–9)

## Ordery i odznaczenia
- Krzyż Kawalerski Orderu Odrodzenia Polski (1984)
- Złoty Krzyż Zasługi (1976)
- Srebrny Krzyż Zasługi (1971)
- Medal 30-lecia Polski Ludowej (1975)
- Brązowy Medal „Za Zasługi dla Obronności Kraju” (1968)
- Odznaka Zasłużony Działacz Kultury (1986)
- Odznaka honorowa „Zasłużonym Ziemi Gdańskiej” (1972)

## Nagrody i wyróżnienia
- Wyróżnienie na II Kaliskich Spotkaniach Teatralnych w Kaliszu za rolę Jima Tyrone’a w spektaklu Księżyc świeci nieszczęśliwym Eugene’a O’Neilla w reż. Jerzego Rakowieckiego w Teatrze im. Juliusza Osterwy w Lublinie (1962)
- Nagroda na XI Festiwalu Teatrów Polski Północnej w Toruniu za rolę Łazarza w spektaklu Tragedia o bogaczu i Łazarzu w reż. Tadeusza Minca w Teatrze Wybrzeże w Gdańsku (1969)
- Nagroda na XVII Festiwalu Teatrów Polski Północnej w Toruniu za rolę Gorgoniusza w spektaklu Cyganeria warszawska Adolfa Nowaczyńskiego w reż. Stanisława Hebanowskiego w Teatrze Wybrzeże w Gdańsku (1975)
- Nagroda im. I. Galla (1976)
- Nagroda Miasta Gdańska w Dziedzinie Kultury „Splendor Gedanensis” (1976)[6]
- Nagroda Ministra Kultury i Sztuki II stopnia za osiągnięcia aktorskie (1977)
- Nagroda na IV Opolskich Konfrontacjach Teatralnych w Opolu za rolę Lucyfera w spektaklu Samuel Zborowski Juliusza Słowackiego w reż. Stanisława Hebanowskiego w Teatrze Wybrzeże w Gdańsku (1978)
- Teatralna Nagroda Wybrzeża za wybitną kreację aktorską w „Samuelu Zborowskim” Juliusza Słowackiego w Teatrze Wybrzeże w Gdańsku (1978)
- Nagroda Wojewody Gdańskiego za wybitne osiągnięcia w dziedzinie kultury (1980)
- „Złota Kareta” – nagroda redakcji „Nowości” na XXIII Festiwalu Teatrów Polski Północnej w Toruniu za najwybitniejszą kreację aktorską festiwalu, rolę Wilhelma Tona w spektaklu Kniaź Patiomkin Tadeusza Micińskiego w reż. Macieja Prusa w Teatrze Wybrzeże w Gdańsku (1981)
- Nagroda na VII Opolskich Konfrontacjach Teatralnych za rolę Wilhelma Tona w spektaklu Kniaź Patiomkin Tadeusza Micińskiego w Teatrze Wybrzeże w Gdańsku (1981)
- Nagroda Wojewody Gdańskiego z okazji Międzynarodowego Dnia Teatru za rolę prokuratora Scurvy’ego w spektaklu Szewcy Stanisława Ignacego Witkiewicza w reż. Marcela Kochańczyka w Teatrze Wybrzeże w Gdańsku (1982)
- Nagroda na XXV Festiwalu Teatrów Polski Północnej w Toruniu za rolę Pijaka w spektaklu Ślub Witolda Gombrowicza w reż. Ryszarda Majora w Teatrze Wybrzeże w Gdańsku (1983)
- Nagroda na XXV Kaliskich Spotkaniach Teatralnych za rolę Łopachina w spektaklu Wiśniowy sad Antona Czechowa w reż. Krzysztofa Babickiego w Teatrze Wybrzeże w Gdańsku (1985)
- Nagroda Przewodniczącego Komitetu do Spraw Radia i Telewizji za wybitne kreacje aktorskie w Teatrze Telewizji (1986)
- Nagroda na VI Włocławskim Przeglądzie Filmów Polskich we Włocławku za rolę kamerdynera Franza w filmie Między ustami a brzegiem pucharu w reż. Zbigniewa Kuźmińskiego (1987)
- Nagroda Wojewody Gdańskiego za rolę Brechta w spektaklu Opowieści Hollywoodu Christophera Hamptona w reż. Kazimierza Kutza w Teatrze Wybrzeże w Gdańsku (1987)
- Nagroda Artystyczna Gdańskiego Towarzystwa Przyjaciół Sztuki (1987)[2]
- „Złoty Ekran” za role w widowiskach Teatru Telewizji: tytułową rolę w spektaklu Jacobowsky i pułkownik Franza Werfela w reż. Edwarda Dziewońskiego, rolę Ictavio Piccolominiego w spektaklu Wallenstein Friedricha Schillera w reż. Krzysztofa Babickiego, rolę Messerschmanna w spektaklu Zaproszenie do zamku Jeana Anouilha w reż. Krystyny Sznerr i rolę Tomasza Cromwella w spektaklu Miecz obosieczny Jerzego Zawieyskiego w reż. Tadeusza Malaka (1989)
- Nagroda na XV Festiwalu Polskich Filmów Fabularnych w Gdyni w kategorii: najlepsza drugoplanowa rola męska za rolę Senatora w filmie Lawa – Opowieść o „Dziadach” w reż. Tadeusza Konwickiego (1990)
- Nagroda Teatralna Prezydenta Gdańska (1990)

## Upamiętnienie
W październiku 2005 na ścianie rodzinnego domu przy ul. Radoszowskiej 167 w Kochłowicach odsłonięto tablicę pamiątkową poświęconą Henrykowi i Stanisławowi Bistom.